# Berlins modernistiska bostadsområden
Berlins modernistiska bostadsområden (tyska Siedlungen der Berliner Moderne) är ett samlingsnamn för 6 olika bostadsområden i Berlin som i juli 2008 blev upptagen på Unescos världsarvslista. Alla kvarter ligger i Berlins yttre områden som tidigare var förorter. De byggdes mellan 1913 och 1934 enligt arkitekturstilen modernism. Kvarteren finns i stadsdelarna Bohnsdorf, Britz, Charlottenburg, Prenzlauer Berg, Reinickendorf och Wedding. De är typiska för kommunala byggprojekt efter första världskriget som startades för att motverka den allmänna bostadsbristen. Med sina klara och nyartade former var de förebild för stadsbyggnadskonsten under senare 1900-talet.
Huvudpersonerna i skapandet av dessa kvarter var arkitekterna Bruno Taut och Martin Wagner, men även andra arkitekter som Hans Scharoun och Walter Gropius var inblandade. Det äldsta bostadsområdet som tillhör de utvalda kvarteren är Gartenstadt Falkenberg (Trädgårdsstaden Falkenberg).

## Lista över alla ingående kvarter
| Kvarter                                      | Stadsdel (Stadsdelsområde)                  | Skapandet | Design                                    | Arkitekter                                                                             | Bild |
| -------------------------------------------- | ------------------------------------------- | --------- | ----------------------------------------- | -------------------------------------------------------------------------------------- | ---- |
| Gartenstadt Falkenberg (Tuschkastensiedlung) | Bohnsdorf (Treptow-Köpenick)                | 1913–1916 | Bruno Taut                                | Bruno Taut Heinrich Tessenow                                                           |      |
| Siedlung Schillerpark                        | Wedding (Mitte)                             | 1924–1930 | Bruno Taut                                | Bruno Taut Max Taut (återskapande) Hans Hoffmann (tillbyggnader)                       |      |
| Großsiedlung Britz (Hufeisensiedlung)        | Britz (Neukölln)                            | 1925–1930 | Bruno Taut                                | Bruno Taut Martin Wagner                                                               |      |
| Wohnstadt Carl Legien                        | Prenzlauer Berg (Pankow)                    | 1928–1930 | Bruno Taut                                | Bruno Taut Franz Hillinger                                                             |      |
| Weisse Stadt                                 | Reinickendorf (Reinickendorf)               | 1929–1931 | Otto Rudolf Salvisberg Martin Wagner (VD) | Otto Rudolf Salvisberg Bruno Ahrends Wilhelm Büning                                    |      |
| Großsiedlung Siemensstadt (Ringsiedlung)     | Charlottenburg (Charlottenburg-Wilmersdorf) | 1929–1934 | Hans Scharoun Martin Wagner (VD)          | Hans Scharoun Walter Gropius Otto Bartning Fred Forbat Hugo Häring Paul Rudolf Henning |      |